# Comuna Sveti Filip i Jakov, Zadar
Sveti Filip i Jakov este o comună în cantonul Zadar, Croația, având o populație de 4.606 locuitori (2011).

## Demografie
Componența etnică a comunei Sveti Filip i Jakov
     Croați (97,89%)
     Necunoscut (0,07%)
     Neclasificat (1,32%)
Componența confesională a comunei Sveti Filip i Jakov
     Catolici (95,59%)
     Necunoscută (3,06%)
     Alte religii (1,35%)
Conform recensământului din 2011, comuna Sveti Filip i Jakov avea 4.606 locuitori. Din punct de vedere etnic, majoritatea locuitorilor (97,89%) erau croați. Apartenența etnică nu este cunoscută în cazul a 0,07% din locuitori. Din punct de vedere confesional, majoritatea locuitorilor (95,59%) erau catolici. Pentru 3,06% din locuitori nu este cunoscută apartenența confesională.